# بوسنیایی‌های کوزوو
بوسنیایی‌های کوزوو یک اقلیت قومی در کوزوو هستند که با توجه به آمار ۲۰۱۱، ۲۷٬۵۵۳ نفر جمعیت دارند. چون که این آمار گیری توسط صرب‌های کوزوو تحریم شده بود و جمعیت صرب حساب نشده بود  بوسنیایی‌ها دومین قومیت بزرگ در کوزوو از لحاظ جمعیت بودند.